# Torciîn, Hmilnîk
Torciîn (în ucraineană Торчин) este un sat în comuna Sulkivka din raionul Hmilnîk, regiunea Vinnița, Ucraina.

## Demografie
Componența lingvistică a localității Torciîn
     Ucraineană (98,46%)
     Rusă (1,54%)
Conform recensământului din 2001, majoritatea populației localității Torciîn era vorbitoare de ucraineană (98,46%), existând în minoritate și vorbitori de rusă (1,54%).